# Photometrische Staubmessung

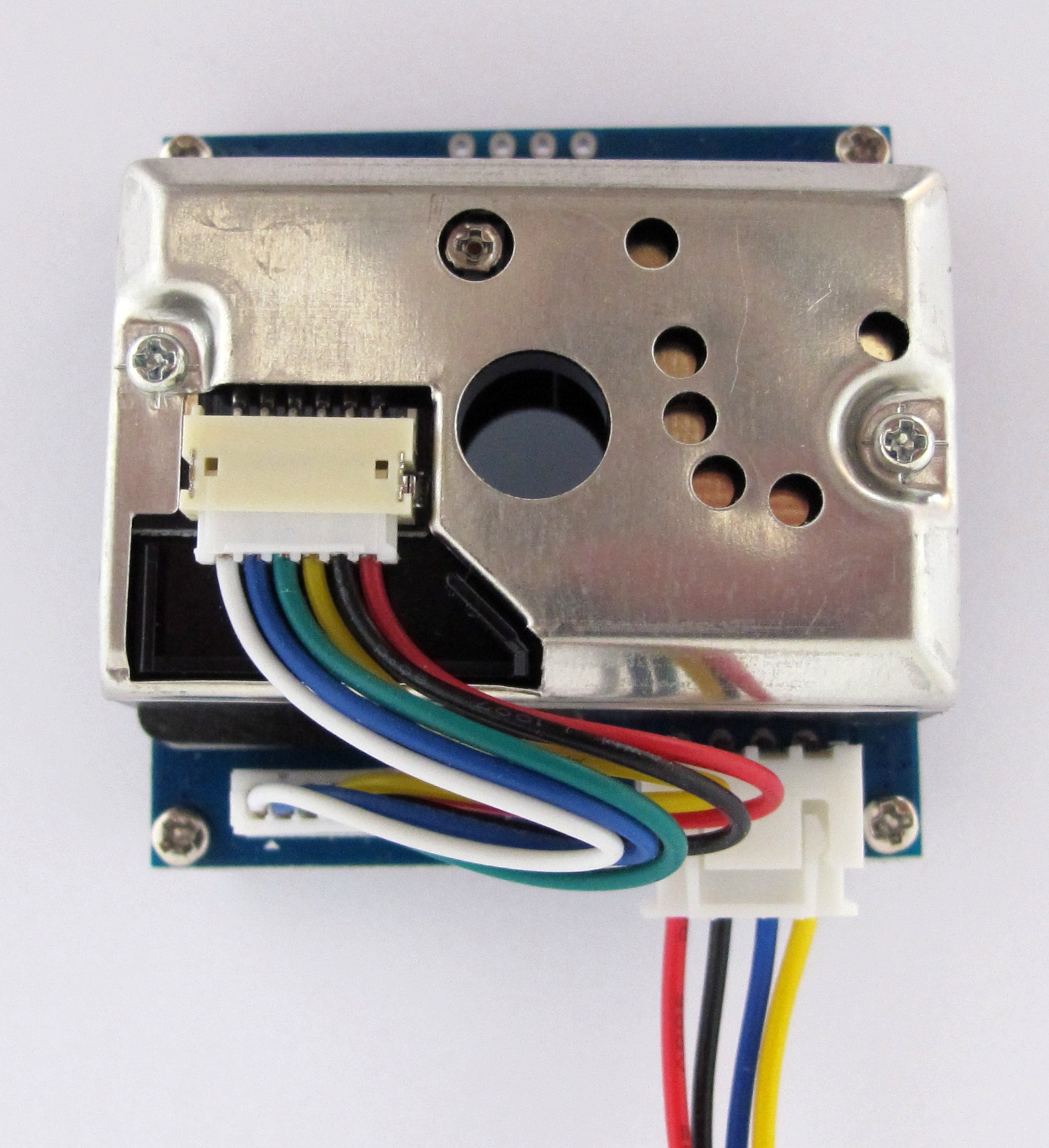
Optischer Feinstaubsensor für geringe Staubkonzentrationen. Messverfahren mit Streulicht.

Die photometrische Staubmessung ist ein Verfahren zur Bestimmung von Schwebstaub und Staubemissionen. Messgeräte, die nach diesem Prinzip arbeiten, erfassen entweder die Abschwächung eines Lichtstrahls (Extinktion) oder dessen Streuung. Ein Vorteil der optischen Verfahren liegt in der quasi verzögerungsfreien Ausgabe des Messergebnisses.

## Verfahrensbeschreibung
Zur Messung der Lichtschwächung eines staubbeladenen Abgases wird ein Lichtstrahl, der mittels eines teildurchlässigen Spiegels geteilt wird, teilweise durch das Abgas geleitet. Der andere Teil des Lichtstrahls durchleuchtet eine staubfreie Referenzstrecke. Die Abschwächung des durch den Abgasstrom geleiteten Lichtstrahls im Vergleich zu dem Lichtstrahl, der die staubfreie Referenzstrecke durchleuchtet, ist gemäß Lambert-Beer’schem Gesetz ein Maß für den Staubgehalt des Abgases. Die Kalibrierung des Messgeräts erfolgt am Einsatzort, indem einer bestimmten Extinktion die entsprechende Staubbeladung zugeordnet wird.
Die Messung kann sowohl in situ als auch mit extraktiver Probenahme ex situ erfolgen. Die optischen Eigenschaften des zu messenden Staubs sollten bekannt sein. Eine mögliche Abschwächung des Lichtstrahls durch das Trägergas wird in der Praxis durch die Auswahl einer geeigneten Wellenlänge, wie dem Einsatz von Infrarotlicht, begegnet.
Ist die Staubkonzentration im Gas so gering, dass das durchleuchtende Licht nahezu ungehindert transmittieren kann, so werden Messgeräte eingesetzt, die nach dem Prinzip der Streulichtmessung (Tyndall-Effekt) arbeiten. In einem genügend großen Beobachtungswinkel, der beispielsweise 15°, aber auch bis zu 90° betragen kann, ist ein Detektor angebracht, der das gestreute Licht erfasst. Vergleichbar der Transmissionsmessung wird der Lichtstrahl geteilt, um die Alterung der Lichtquelle als Fehlerquelle auszuschließen.